# 黎振强
黎振强（葡萄牙語：Lai Chan Keong，1948年—），汉族，中华人民共和国政治人物，澳门归侨总会常务副会长、中国银行澳门分行副总经理，第十、十一、十二届全国政协委员。
2008年，当选第十一届全国政协委员，代表特邀澳门人士，分入第五十四组。并担任社会和法制委员会专委。